# Nationale Menschenrechtsinstitution
Eine Nationale Menschenrechtsinstitution (NMRI; englisch National Human Rights Institution) ist eine unabhängige Institution, welche die Aufgabe innehat, im jeweiligen Land die Menschenrechte zu schützen, zu überwachen und zu fördern. Die Gründung solcher Institutionen wurde durch das Büro des Hohen Kommissars der Vereinten Nationen für Menschenrechte gefördert. In Deutschland übernimmt diese Aufgabe das Deutsche Institut für Menschenrechte (DIMR), in Österreich die Volksanwaltschaft. In der Schweiz gibt es bis Ende 2022 keine Nationale Menschenrechtsinstitution (das seit 2011 als Pilotprojekt bestehende Schweizerische Kompetenzzentrum für Menschenrechte (SKMR) erfüllt die Anforderungen nicht). Die Schaffung einer NMRI wurde 2021 vom Schweizer Parlament beschlossen.

## Pariser Prinzipien
Die Pariser Prinzipien wurden 1991 auf einer Konferenz des Hohen Kommissars der Vereinten Nationen für Menschenrechte beschlossen. Auch wenn sich die Schwerpunkte und Strukturen der Prinzipien von Land zu Land unterscheiden, gibt es doch einen festen Kern von Regelungen. Bestandteil A.3 der Pariser Prinzipien wurde 1993 durch den UN-Menschenrechtsrat beschlossen. Dieser Bestandteil beinhaltet u. a. sechs Kriterien für die Einrichtung von Nationalen Menschenrechtsinstitutionen:
- Unabhängigkeit von der Regierung
- Unabhängigkeit durch Gesetze oder die Verfassung eines Landes (finanziell und rechtlich)
- Kompetenz eigener Nachforschungen im jeweiligen Land ohne Notwendigkeit der Zustimmung durch eine staatliche Autorität sowie ohne Einspruchsmöglichkeit des jeweiligen Staates
- das Recht, unabhängig und parallel zu staatlichen Einrichtungen zu arbeiten
- angemessene finanzielle und personelle Ausstattung
- klar definierte, weitgehende Rechte, einschließlich des Rechts zum Schutz und zur Förderung der allgemeinen Menschenrechte[3]

Menschenrechtsinstitutionen, die alle Kriterien erfüllen, wird durch den UN-Menschenrechtsrat ein sog. A-Status verliehen. Institute, die die Kriterien nur teilweise erfüllen, erhalten einen B-Status. Institute mit A-Status haben das Recht, an Versammlungen des UN-Menschenrechtsrats teilzunehmen.

## Nationale Menschenrechtsinstitutionen im deutschsprachigen Raum
Die Global Alliance of National Human Rights Institutions (GANHRI) veröffentlicht jedes Jahr eine Übersicht der Nationalen Menschenrechtsinstitutionen und ihres Akkreditierungsstatus. 2018 waren im deutschsprachigen Raum vier Institutionen akkreditiert:
- Das Deutsche Institut für Menschenrechte mit A-Status
- Die Volksanwaltschaft in Österreich mit A-Status (seit 2022)
- In der Schweiz die Eidgenössische Kommission für Frauenfragen sowie die Eidgenössische Kommission gegen Rassismus mit C-Status.[5]

Das Schweizerische Kompetenzzentrum für Menschenrechte ist in der Liste nicht aufgeführt.

### NMRI in der Schweiz
In der Schweiz bestanden seit 2001 Bemühungen, eine Nationale Menschenrechtsinstitution zu schaffen. Als Ergebnis dieser Bemühungen wurde 2011 im Sinne eines Pilotprojektes das Schweizerische Kompetenzzentrum für Menschenrechte (SKMR) eröffnet, das allerdings die Anforderungen an eine NMRI gemäss Pariser Prinzipien nicht erfüllt.
Das SKMR wurde 2015 evaluiert, und aufgrund des positiven Ergebnisses fällte der Bundesrat am 29. Juni 2016 den Grundsatzentscheid zur Schaffung einer eigenen Nationalen Menschenrechtsinstitution auf gesetzlicher Grundlage. Ein Vernehmlassungsverfahren im Sommer 2017 fiel wiederum überwiegend positiv aus. Abgelehnt wurde die Schaffung einer NMRI nur von wenigen Akteuren, darunter die SVP, die FDP, das Centre patronal und den Gewerbeverband, letztere im Gegensatz zu economiesuisse und dem Schweizerischen Arbeitgeberverband.
In der Folge benannte der Bundesrat am 1. November 2017 die Schaffung einer NMRI als eines seiner Ziele für 2018: „In der Menschenrechtspolitik wird der Bundesrat 2018 die Botschaft zum Bundesgesetz über die Finanzierung einer nationalen Menschenrechtsinstitution verabschieden. Aufgabe dieser Institution ist die weitere Stärkung der Menschenrechte in der Schweiz; sie soll die Behörden, die Organisationen der Zivilgesellschaft und die Unternehmen im Bereich der Menschenrechte unterstützen.“
Doch im September 2018 erlitt das Projekt einen Rückschlag. Der als Vorsteher des Eidgenössischen Departements für Auswärtige Angelegenheiten (EDA) federführende Bundesrat Ignazio Cassis (FDP) äußerte Zweifel an der Notwendigkeit, ein eigenes Gesetz für eine NMRI zu schaffen, und kündigte die Ausarbeitung einer bescheideneren Lösung „à la Suisse“ an.
2019 schlug der Bundesrat dem Parlament die Schaffung einer NMRI vor. Die zwei Kammern der Parlaments beschlossen das dafür nötige Gesetz im Verlauf des Jahres 2021. Menschenrechtsorganisationen begrüssten den Entscheid, bedauerten jedoch, dass die NMRI keinen offenen Aufgabenkatalog erhielt und dass keine ausreichende Grundfinanzierung vorgesehen sei.